# Graminella punctata
Graminella punctata är en insektsart som beskrevs av Caldwell 1952 . Graminella punctata ingår i släktet Graminella och familjen dvärgstritar. Inga underarter finns listade i Catalogue of Life.